# Dragon blanc
 (décembre 2022).
Si vous disposez d'ouvrages ou d'articles de référence ou si vous connaissez des sites web de qualité traitant du thème abordé ici, merci de compléter l'article en donnant les références utiles à sa vérifiabilité et en les liant à la section « Notes et références ».
Dragon blanc est un magazine bimestriel (6 numéros par an), consacré au jeu de cartes à collectionner (JCC) Yu-Gi-Oh! sorti en 2006. Son premier numéro date de mars 2006.
Son nom est une référence à la carte la plus connue du dessin animé Yu-GI-Oh!, le Dragon Blanc aux Yeux Bleus, principale carte du deck de l'adversaire de Yugi dans la première saison : Kaïba. C'est également le nom de la première extension du jeu.
Un cadeau (généralement un booster de cartes) est offert avec chaque numéro.
Le 1er numéro de Dragon blanc a été publié en mars 2006.
Le 1er volume d’une encyclopédie sur le jeu de cartes Yu-Gi-Oh ! sous forme de hors-séries a été publié en juillet 2007. 
Créé par la même équipe que les magazines Chasseurs de Monstres et Maniak!, il est édité par la société Play Factory.
Le dernier numéro paru est le numéro 57 de juillet 2015.

## Contenu
Dragon blanc est destiné à un public fan de Yu-Gi-Oh! et des autres grands jeux de cartes à collectionner. À travers des articles didactiques, toutes les subtilités du jeu et des capacités de nouvelles cartes sont étudiées et analysées pour aider les jeunes joueurs. Les dernières extensions y sont aussi analysées en détail et des conseils de pros sont livrés aux joueurs de tournoi réguliers.
En plus de Yu-Gi-Oh! (qui constitue l'essentiel du magazine), on y trouve également des articles sur Magic, Drakerz et les derniers jeux de carte à collectionner (JCC) du moment.
Les mascottes Hugo et Drago sont une cocréation de l’illustrateur Christophe Swa (également dessinateur de la bande dessinée Darken) et Igor Polouchine.

## Hors séries
- Dragon blanc HS #1 (juillet 2007) : L'encyclopédie des cartes Yu-Gi-Oh! Volume 1. Présentation de toutes les cartes des extensions, La Légende du Dragon Blanc aux Yeux Bleus, Impact des Cyberténèbres, Attaque de Néos et le Structure deck #1.
- Dragon blanc HS #2 (octobre 2007) : L'encyclopédie des cartes Yu-Gi-Oh! Volume 2. Présentation de toutes les cartes des extensions, Metal raiders, Évolution tactique et Puissance du duelliste.